# Gøril Kringen
Gøril Kringen (Stjørdal, 18 de janeiro de 1972) é uma ex-futebolista norueguesa. campeã olímpica

## Carreira
Foi medalhista olímpica de ouro pela seleção de seu país em 2000.